# William Neville (1er comte de Kent)
Pour les articles homonymes, voir William Neville.
William Neville (1405? – 9 janvier 1463), baron Fauconberg de jure uxoris puis 1er comte de Kent, est un aristocrate et militaire anglais ayant joué un rôle important durant la Guerre des Deux-Roses.

## Biographie
Membre de la famille Neville, il est le fils de Ralph Neville (v.1364-1425), 1er comte de Westmorland, et de Jeanne Beaufort, fille légitimée de Jean de Gand, 1er duc de Lancastre. Il se marie, avant le 28 avril 1422, avec Jeanne Fauconberg, héritière de la baronnie Fauconberg, dont les terres se trouvent dans le Yorkshire du Nord. Sa femme est décrite comme handicapée mentale de naissance. Il est fait chevalier en 1426. En 1429, il est convoqué au parlement en droit de sa femme comme baron Fauconberg. Il sert en France, au cours de la guerre de Cent Ans de 1436 à 1443, notamment aux côtés de Richard d'York. Il est fait chevalier de l'Ordre de la Jarretière en 1440. Après avoir reçu la garde du château de Roxburgh pendant quelques années, il retourne en France en 1449 et est capturé près de Pont-de-l'Arche. Il est libéré contre rançon en 1453 mais, jusqu'ici loyal partisan de la Maison de Lancastre, il garde rancune d'avoir dû continuer à payer l'entretien du château de Roxburgh pendant sa captivité, ce qui l'a considérablement appauvri.
Il est membre du conseil de Richard d'York durant le second accès de folie du roi Henri VI et, bien qu'il se trouve du côté des Lancastre lors de la première bataille de St Albans, il obtient de Richard la garde du château de Windsor après la bataille. Désormais du côté de la Maison d'York, il sert de conseiller à son neveu, Richard Neville, quand celui-ci est nommé capitaine de Calais en 1457. Il organise avec son neveu des opérations de piraterie à partir de Calais. En juin 1460, il capture la ville de Sandwich, qui est utilisée comme tête de pont par les Yorkistes. Il commande l'aile droite de l'armée yorkiste à la bataille de Northampton au cours de laquelle il se distingue. Il retourne ensuite à Calais pour administrer la ville avant de revenir en Angleterre afin de rejoindre le jeune Édouard IV à Londres. Il dirige l'avant-garde de l'armée yorkiste en route vers le nord et participe de façon décisive à la victoire de Towton, qui assure le trône à Édouard.
Il devient membre du conseil du roi et est fait comte de Kent. En juillet 1462, il est nommé Lord-grand-amiral du royaume. Il mène peu après plusieurs raids contre la côte bretonne avant de participer en novembre au siège d'Alnwick, l'une des dernières place-fortes tenues par les Lancastre. Il meurt peu après et est enterré au prieuré de Gisborough. De son mariage sont issues trois filles et il laisse aussi au moins un fils illégitime, Thomas Neville, qui combattra plus tard du côté des Lancastre et sera exécuté en 1471.

## Sources
- (en) Anthony Goodman, The Wars of the Roses : Military Activity and English Society, 1452–97, Londres, Taylor and Francis, 1990, 294 p. (ISBN 0-415-05264-5, lire en ligne)
- (en) Michael Hicks, Warwick the Kingmaker, Oxford, Blackwell Publishing, 2002, 368 p. (ISBN 0-631-23593-0)
- (en) Charles Ross, Edward IV, Yale University Press, 1997, 479 p. (ISBN 0-300-07372-0, lire en ligne)
- (en) Bertram Wolffe, Henry VI, New Haven/London, Yale University Press, 2001, 432 p. (ISBN 0-300-08926-0)